# Ratpenat de la Patagònia
El ratpenat de la Patagònia (Myotis aelleni) és una espècie de ratpenat de la família dels vespertiliònids. És endèmic del sud-oest de l'Argentina. Es desconeixen el seu hàbitat natural i altres aspectes de la seva ecologia. Tampoc no se sap si hi ha cap amenaça significativa per a la supervivència d'aquesta espècie. El nom específic aelleni és en honor del zoòleg suís Villy Aellen, que escrigué molts articles sobre ratpenats.